# Hierosaurus coleii
Hierosaurus coleii es la única especie conocida del género dudoso Hierosaurus (gr. “lagarto sagrado”)  de dinosaurio tireóforo nodosáurido, que vivió a finales del periodo Cretácico, hace aproximadamente 87 a 82 millones de años, en el Campaniense, en lo que es hoy Norteamérica. Sus fósiles se encontraron en el Miembro Smoky Hill Chalk de la Formación Niobrara, en Kansas, Estados Unidos, la cual se encontraría cerca del medio del Mar de Niobrara durante el Cretácico. Siendo un nodosáurido, se trataría de un anquilosauriano, un tipo de herbívoro acorazado.

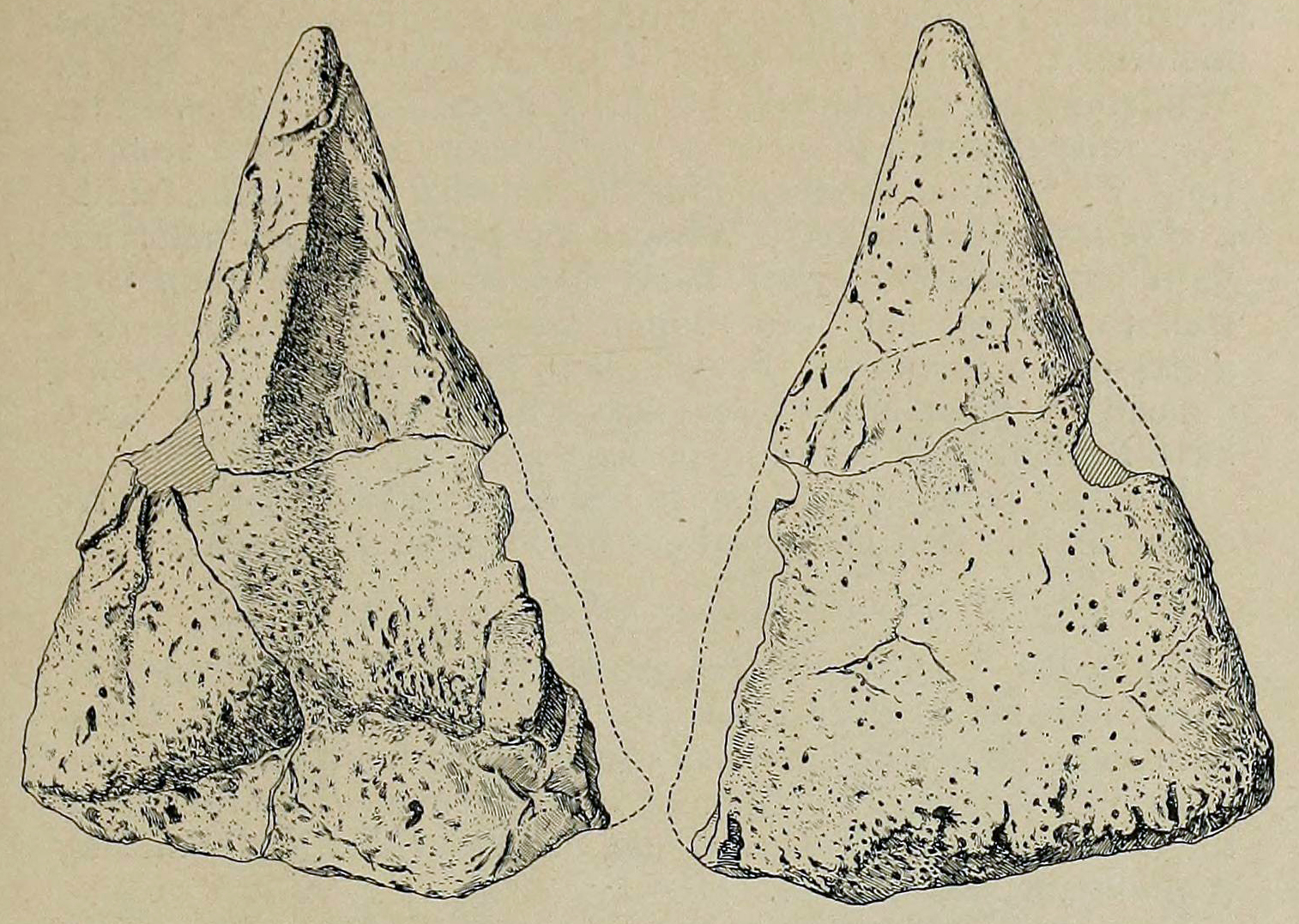
Espina.

La única especie de este género, Hierosaurus sternbergii, fue descrita por George Wieland basándose en osteodermos craneanos y postcraneanos recolectados por Charles Hazelius Sternberg en la Formación Niobrara en el oeste de Kansas. Actualmente se considera que Hierosaurus es un nomen dubium, mientras que una segunda especie asignada al género, H. coleii, fue reclasificada en el nuevo género Niobrarasaurus en 1995.